# Nordi Mukiele
Nordi Mukiele Mulere (Montreuil, 1 november 1997) is een Frans voetballer die doorgaans als rechtsback speelt. Hij verruilde RB Leipzigin 2022 voor Paris Saint-Germain. Mukiele debuteerde in 2021 in het Frans elftal.

## Clubcarrière
Mukiele speelde in de jeugd bij Paris FC en Stade Lavallois. Tijdens het seizoen 2014/15 maakte hij zijn opwachting in het eerste elftal van Laval. Na 34 competitiewedstrijden werd de rechtsachter voor anderhalf miljoen euro verkocht aan Montpellier HSC. Op 21 januari 2017 debuteerde hij in de Ligue 1, tegen FC Metz.

## Clubstatistieken
| Seizoen     | Club            | Competitie  | Competitie | Competitie | Competitie | Beker | Beker | Beker | Europa | Europa | Europa | Totaal | Totaal | Totaal |
| Seizoen     | Club            | Competitie  | Wed.       | Dlp.       | Ass.       | Wed.  | Dlp.  | Ass.  | Wed.   | Dlp.   | Ass.   | Wed.   | Dlp.   | Ass.   |
| ----------- | --------------- | ----------- | ---------- | ---------- | ---------- | ----- | ----- | ----- | ------ | ------ | ------ | ------ | ------ | ------ |
| 2014/15     | Stade Lavallois | Ligue 2     | 2          | 0          | 0          | 0     | 0     | 0     | —      | —      | —      | 2      | 0      | 0      |
| 2015/16     | Stade Lavallois | Ligue 2     | 15         | 2          | 1          | 2     | 0     | 0     | —      | —      | —      | 17     | 2      | 1      |
| 2016/17     | Stade Lavallois | Ligue 2     | 17         | 0          | 1          | 3     | 0     | 0     | —      | —      | —      | 20     | 0      | 1      |
| Club Totaal | Club Totaal     | Club Totaal | 34         | 2          | 2          | 5     | 0     | 0     | 0      | 0      | 0      | 39     | 2      | 2      |
| 2016/17     | Montpellier HSC | Ligue 1     | 17         | 0          | 0          | 0     | 0     | 0     | —      | —      | —      | 17     | 0      | 0      |
| 2017/18     | Montpellier HSC | Ligue 1     | 33         | 0          | 1          | 6     | 0     | 0     | —      | —      | —      | 39     | 0      | 1      |
| Club Totaal | Club Totaal     | Club Totaal | 50         | 0          | 1          | 6     | 0     | 0     | 0      | 0      | 0      | 56     | 0      | 1      |
| 2018/19     | RB Leipzig      | Bundesliga  | 19         | 1          | 1          | 4     | 0     | 0     | 8      | 0      | 0      | 31     | 1      | 1      |
| 2019/20     | RB Leipzig      | Bundesliga  | 25         | 3          | 3          | 2     | 0     | 0     | 10     | 0      | 0      | 37     | 3      | 3      |
| 2020/21     | RB Leipzig      | Bundesliga  | 28         | 3          | 2          | 5     | 0     | 0     | 7      | 1      | 0      | 40     | 4      | 2      |
| 2021/22     | RB Leipzig      | Bundesliga  | 18         | 1          | 1          | 1     | 0     | 0     | 6      | 1      | 1      | 25     | 2      | 2      |
| Club Totaal | Club Totaal     | Club Totaal | 90         | 8          | 7          | 12    | 0     | 0     | 31     | 2      | 1      | 133    | 10     | 8      |
| TOTAAL      | TOTAAL          | TOTAAL      | 174        | 10         | 10         | 23    | 0     | 0     | 31     | 2      | 1      | 228    | 12     | 11     |

## Interlandcarrière
Mukiele kwam uit voor meerdere Franse nationale jeugdelftallen.
| Interlands van Nordi Mukiele voor Frankrijk | Interlands van Nordi Mukiele voor Frankrijk | Interlands van Nordi Mukiele voor Frankrijk | Interlands van Nordi Mukiele voor Frankrijk | Interlands van Nordi Mukiele voor Frankrijk | Interlands van Nordi Mukiele voor Frankrijk |
| №                                           | Datum                                       | Wedstrijd                                   | Uitslag                                     | Soort wedstrijd                             | Goals                                       |
| Als speler bij RB Leipzig                   | Als speler bij RB Leipzig                   | Als speler bij RB Leipzig                   | Als speler bij RB Leipzig                   | Als speler bij RB Leipzig                   | Als speler bij RB Leipzig                   |
| ------------------------------------------- | ------------------------------------------- | ------------------------------------------- | ------------------------------------------- | ------------------------------------------- | ------------------------------------------- |
| 1.                                          | 7 september 2021                            | Frankrijk - Finland                         | 2 - 0                                       | Kwalificatie WK 2022                        |                                             |

## Erelijst
| Competitie            |            |                 |
| Competitie            | Aantal     | Jaren           |
| RB Leipzig            | RB Leipzig | RB Leipzig      |
| --------------------- | ---------- | --------------- |
| DFB-Pokal             | 1x         | 2021/22         |
| Paris Saint-Germain   |            |                 |
| Ligue 1               | 2x         | 2022/23,2023/24 |
| Coupe de France       | 1x         | 2024            |
| Trophée des Champions | 2x         | 2022, 2023      |